# Thaumastoderma clandestinum
Thaumastoderma clandestinum is een buikharige uit de familie Thaumastodermatidae. Het dier komt uit het geslacht Thaumastoderma. Thaumastoderma clandestinum werd in 2002 voor het eerst wetenschappelijk beschreven door Chang, Kubota & Shirayana. 